# Ernst Gallerach
Ernst Gallerach (* 7. März 1930 in Podletitz; † 1991) war ein deutscher Manager. Er war Generaldirektor des VEB Carl Zeiss Jena in den Jahren 1966 bis 1971. Zudem war er von 1963 bis 1971 Abgeordneter der Volkskammer der DDR und zeitweise Kandidat bzw. Mitglied des ZK der SED.

## Leben
Gallerach wurde am 7. März 1930 im sudetendeutschen Podletitz als Sohn eines Handwerkers geboren. Nach dem Besuch der Volks- und Mittelschule musste seine Familie bald nach Kriegsende ihr Heimatgebiet verlassen und ließ sich in der sowjetischen Besatzungszone nieder. 1948 gelang Gallerach die Aufnahme an die Arbeiter- und Bauern-Fakultät (ABF) in Halle, wo er 1950 sein Abitur ablegte. Der Aufnahme förderlich war mit Sicherheit auch sein Eintritt in die SED 1948. Nach der ABF wurde Gallerach an die Hochschule für Ökonomie Berlin delegiert, wo er bis 1954 studierte und als Diplom-Ökonom abschloss. Anschließend fand er eine Anstellung im Magdeburger Meßgeräte- und Armaturenwerk Karl Marx, wo er sich ab 1954 langsam hocharbeitete. Zunächst war er Assistent des Planungsleiters, ab 1955 Planungsleiter und von 1959 bis 1962 Werkleiter im MAM (Nachfolger von Willi Schneider). In seiner Funktion als Werkleiter gehörte Gallerach ab 1960 der SED-Stadtleitung und auch der SED-Bezirksleitung Magdeburg an.
Im Herbst 1962 wurde Ernst Gallerach als Werkleiter abgelöst und der Wirtschaftsfunktionär Willi Schneider erneut in diese Funktion eingesetzt. Gallerach wechselte als 1. stellvertretender Generaldirektor an den Vorzeigebetrieb VEB Carl Zeiss Jena. Diese Stellung in dem bedeutendsten Betrieb des Gerätebaus in der DDR zog für Gallerach auch einflussreiche Parteiämter nach sich. Im Jahr 1963 wurde er sowohl als Kandidat für die Volkskammerwahlen aufgestellt, als auch als Kandidat in das ZK der SED gewählt. Als 1966 Hugo Schrade, der das Werk nahezu 20 Jahre geleitet hatte, in den Ruhestand geschickt wurde, übernahm Gallerach Carl Zeiss als Generaldirektor. Gleichzeitig wurde er auch zum Präsidenten des neugegründeten Fußball-Oberligisten FC Carl Zeiss Jena gewählt, der unter seiner Präsidentschaft zwei von drei DDR-Meisterschaften erringen konnte. 1967 wurde Gallerachs Position parteiintern auf dem VII. Parteitag der SED damit gewürdigt, dass er nunmehr als Mitglied in das ZK der SED gewählt wurde. Ab 1969 zeigte sich jedoch, dass Carl Zeiss unter Gallerachs Leitung die vorgegebenen Entwicklungsziele nicht mehr erreichte und Termine nicht mehr gehalten wurden. Eine Ende 1969 anberaumte Untersuchung brachte enorme Vertragsrückstände zu Tage. Dementsprechend wurde recht bald im Ministerrat die Funktionsentbindung von Gallerach gefordert. Reagiert wurde jedoch zunächst nur mit parteierzieherischen Maßnahmen. Ein von Gallerach angebotener Rücktritt wurde zunächst nicht angenommen. In der Folge wurde ab Mitte 1970 die Leitungsstruktur innerhalb von Carl Zeiss reformiert, was aber nicht den erhofften Erfolg zeitigte. Im Februar 1971 musste Gallerach vor dem Ministerrat eingestehen, dass die ökonomischen Kennziffern weiter nach unten zeigten. Hinzu kamen seine gesundheitlichen Probleme, die auch im Zusammenhang mit übermäßigem Alkoholgenuss standen. Bei dem Gespräch im Ministerrat bot er daraufhin erneut seinen Rücktritt an. Gallerach ging anschließend in einen Kuraufenthalt und kehrte nicht wieder auf seinen Generaldirektorposten zurück. Im Ablösungsbeschluss des Ministerrates wurden ihm Tendenzen der Überheblichkeit und Selbstzufriedenheit attestiert. Mit dieser Abberufung ging auch eine politische Kaltstellung einher. Gallerach wurde nicht mehr als Kandidat für die Volkskammerwahlen 1971 und aufgestellt und auf dem VIII. Parteitag der SED im Juni 1971 nicht wieder in das ZK der SED gewählt. Nach einer gewissen Zeit betraute man ihn wieder mit einem Leitungsposten. Gallerach wurde Betriebsdirektor seines alten, mittlerweile selbständigen „VEB Erich Weinert“ Magdeburg.
Ernst Gallerach starb 1991 im Alter von 61 Jahren.

## Auszeichnungen
- Verdienstmedaille der Nationalen Volksarmee in Silber
- Verdienstmedaille der DDR
- Vaterländischer Verdienstorden in Bronze
- 1965 Orden Banner der Arbeit als Mitglied der sozialistischen Arbeitsgemeinschaft Neues ökonomisches System im VEB Carl Zeiss Jena[3]